# Ahafo Ano Norte (distrito)
Ahafo Ano Norte es un distrito de la región de Ashanti, Ghana. En septiembre de 2018 tenía una población estimada de 113 659 habitantes.
Se encuentra ubicado en el centro-sur del país, cerca de la ciudad de Kumasi, del lago Bosumtwi y al oeste del lago Volta. 